# Гомес, Жозе Паулину
Жозе Паулину Гомес (порт.-браз. José Paulino Gomes; 4 августа 1895, Бразилия — 28 июля 2023, Педра-Бонита) — долгожитель, родившийся в Бразилии, который, со слов его родственников, умер предположительно в возрасте 127 лет.
Согласно нотариальным записям в штате Минас-Жерайс в Бразилии, он умер 28 июля 2023 года, оставив семерых детей, 25 внуков, 42 правнука и 11 праправнуков.  
Свидетельство о его браке, от 1917 г., указывает, что он мог родиться 4 августа 1895 года.
Жозе Паулино Гомес умер из-за полиорганной недостаточности, вероятно, из-за преклонного возраста, объяснили его родственники. Похороны состоялись 29 июля 2023 года в 16:00 на кладбище Коррего-душ-Фиалуш в Педра-Бонита.